# Pissarra (tauleta)

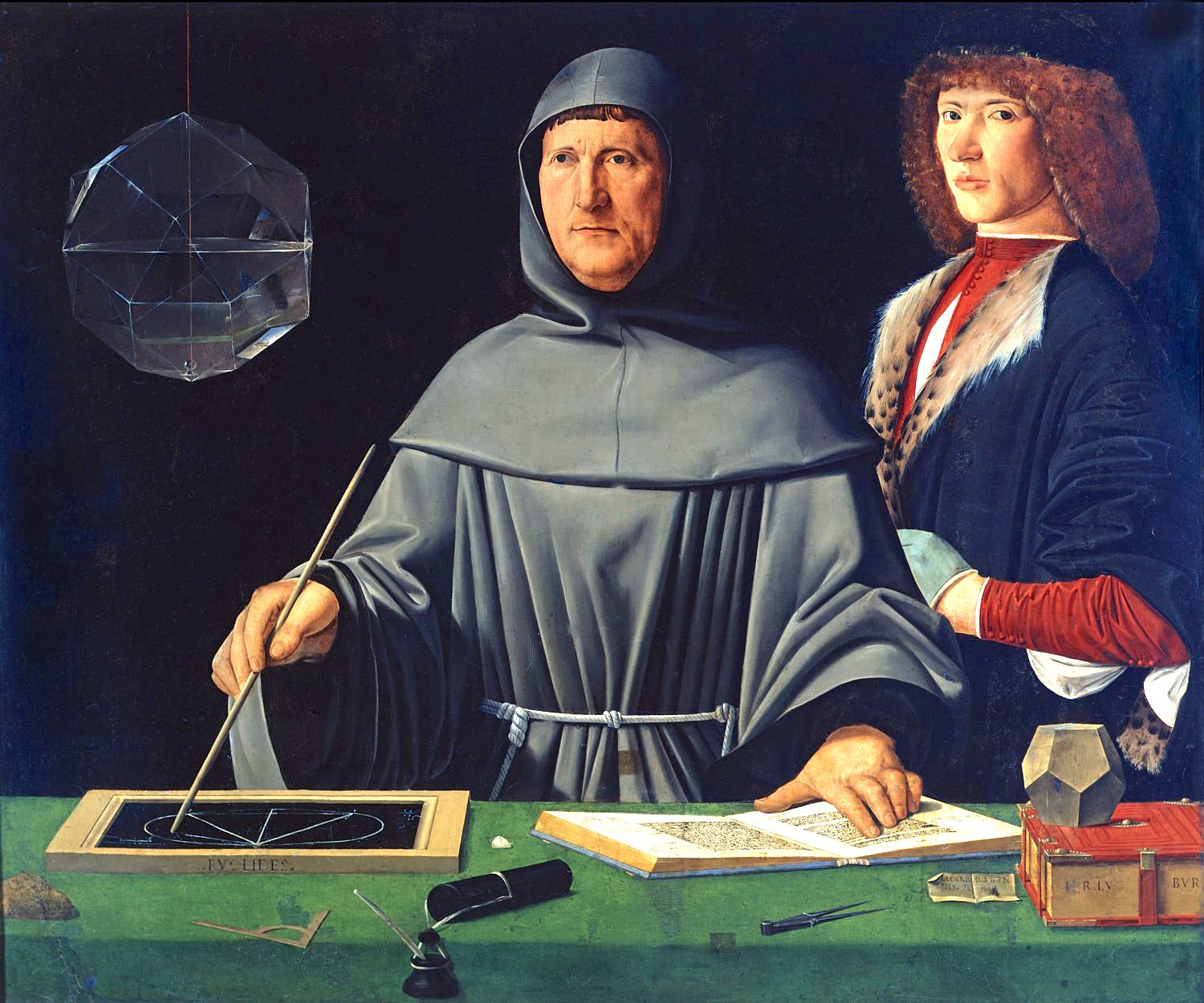
Llosarda de Luca Pacioli, segle XV (Nàpols)

Una pissarra (castellanisme) o taulassa, tauler, tauló, llosa(rda) o quadre blanc o negre és una peça de material pla i rígid de prop de 9 x 12 cm, que s'utilitza per a escriure com un mitjà d'enregistrament de signes escrits.

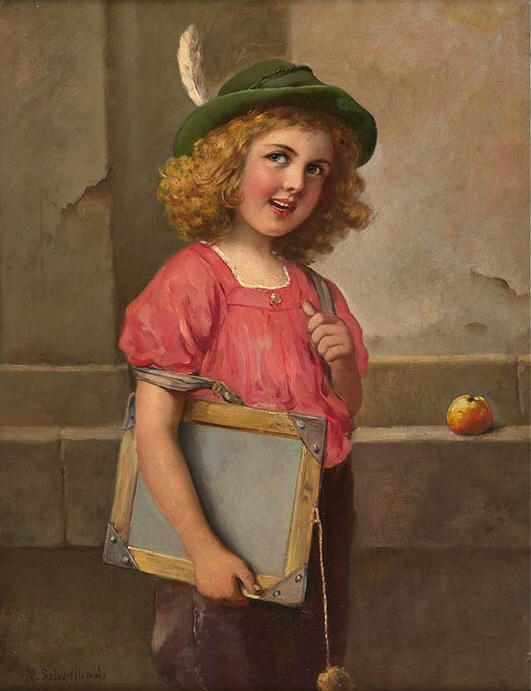
Nena amb taulassa

Encara que ja s'utilitzaven durant l'edat mitjana i pot ser fins i tot abans (vegeu el quadre de Luca Paccioli), al segle xix es va popularitzar l'ús de llosarda per a fer tauletes per escriure, puix que és més durable que el paper i la pissarra era barata en un moment en què el paper era car. Estaven fetes de lloses primes de llicorella, generalment de tres polzades per cinc (al voltant de 9 x 12 cm) i s'utilitzaven per permetre als nens de fer pràctiques d'escriptura, encara que també eren emprades per part dels adults en els seus llocs de treball.
Per a poder escriure sobre les taulasses es fa servir un guix. Es tracta d'una vareta de pissarra tova d'esteatita, o d'argila premsada, que deixa una línia blanca prima a la pissarra. També es pot utilitzar un guix. Tant en un cas com en l'altre l'escriptura es pot netejar després amb un drap suau humit.

## Ús actual
Les taulasses, encara que no siguin de pedra, encara s'utilitzen:
- En submarinisme solen dur taulers de plàstic i llapis per a comunicar amb altres submarinistes, per a enregistrar els fets sota l'aigua o escriure els plans abans de la immersió.

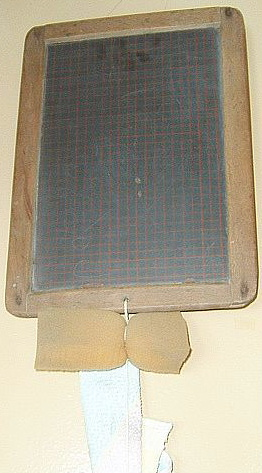
Llosarda amb una esponja (1950)